# پلی‌ایزوپرن

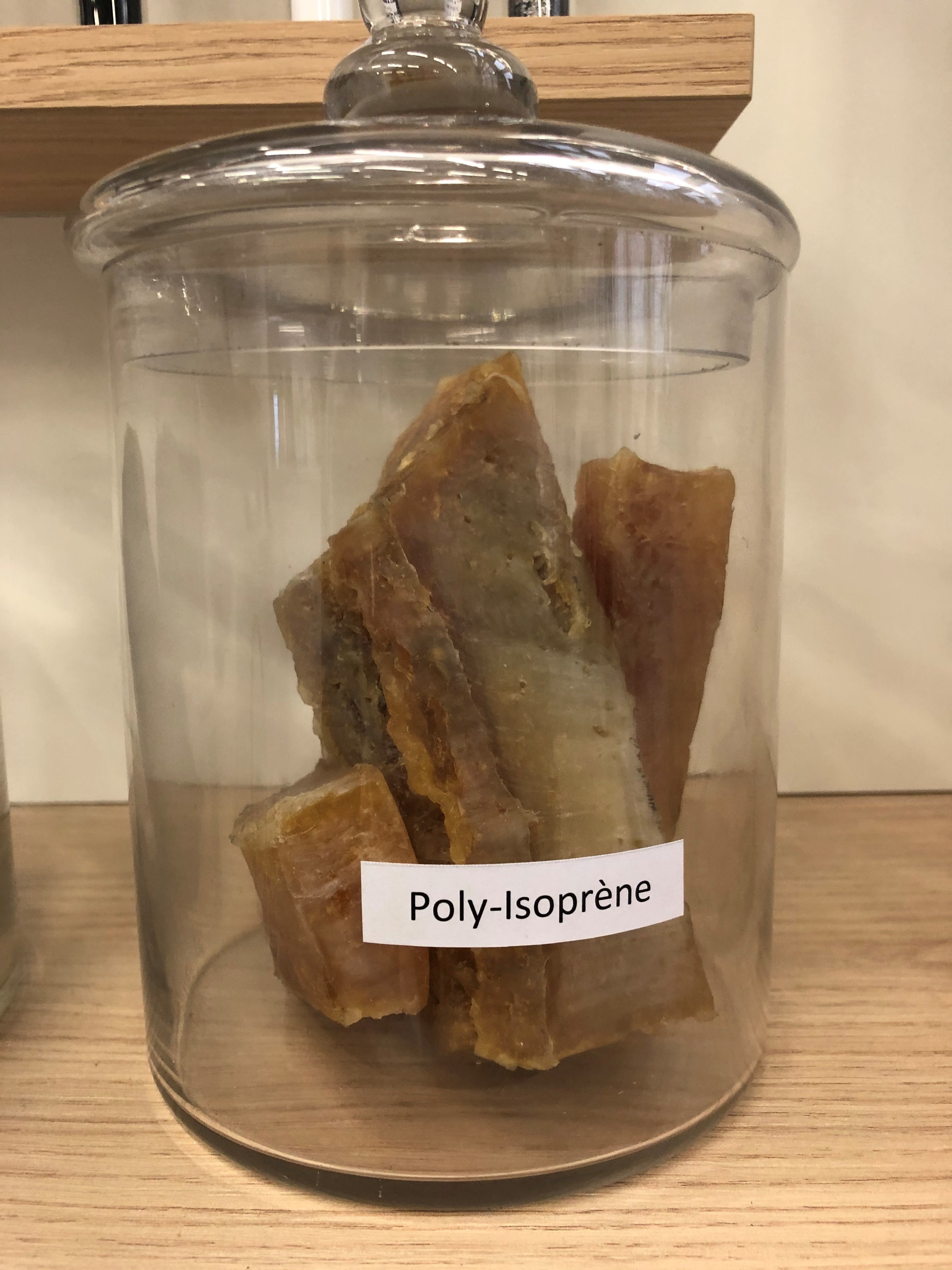
پلی‌ایزوپرن

پلی‌ایزوپرن نامی جمعی برای پلیمرهایی است که با پلیمریزاسیون ایزوپرن تولید می‌شوند. در اصل، چهار ایزومر مختلف می‌توانند تشکیل شوند. سیس-۱،۴-پلی‌ایزوپرن، که به آن لاستیک ایزوپرن نیز گفته می‌شود ، ماده اصلی لاستیک طبیعی است. ترانس-۱،۴-پلی‌ایزوپرن یکی از مواد اصلی گوتاپرکا است. تولید سالانه پلی‌ایزوپرن در سراسر جهان ۱۳۰۰۰ کیلوتن در سال ۲۰۰۷ بود.

## کاربرد
گوتا پرکای طبیعی و ترانس ۱،۴-پلی‌ایزوپرن سنتز شده برای توپ‌های گلف استفاده می‌شود. لاستیک طبیعی و  سیس-۱،۴-پلی‌ایزوپرن سنتزی برای الاستومر استفاده می‌شود. 
کاندوم‌های پلی‌ایزوپرنی جایگزینی برای کاندوم‌های سنتی لاتکس هستند. 